# Cyril Henry Norton
Cyril Henry Norton DSO CB CBE, britanski general, * 1898, † 1983.
Med drugo svetovno vojno je bil načelnik štaba za Palestino in Transjordanijo (1939-41), za Bližnji vzhod (1941-42), poveljnik brigade, nato pa artilerije na Bližnjem vzhodu (1943-45). Po vojni je bil poveljnik 5. protiletalske skupine (1950-53), nakar pa se je upokojil leta 1953.